# Db/songbook feat.桑島法子
『db/songbook feat.桑島法子』（ディービー／ソングブック フィート くわしまほうこ）は2002年4月3日に発売された日本の声優、女優である桑島法子のアルバムである。

## 概要
桑島法子のキャラクターソング・アルバム第2弾。自らがパーソナリティーをつとめるラジオ番組『CLUB db』発信のキャラクターソングを中心に、テーマ曲などを収録。

## 収録曲
1. ラブ キャンドルストーリィー
2. 遠くへ行こう
3. Believe (250MIX)
4. Tears of Eden
5. Not Alone
6. cocoon
7. ボッサ・デ・ホウコ
8. It's Too Late
9. アンテナ - Power MIX
10. ゆびさきの三日月
11. Air Fish